# Antonio Pellis
Antonio Pellis (Dicomano, 8 gennaio 1930 – Borgo San Lorenzo, 13 giugno 2003) è stato un calciatore italiano, di ruolo centrocampista o attaccante.

## Carriera
Ha trascorso gran parte della propria carriera nelle file del Torino, con cui ha disputato cinque campionati in Serie A ed uno in Serie B senza mai riuscire ad imporsi come titolare fisso (il massimo numero di presenze stagionali è stato 18, nel campionato di Serie B 1959-1960, vinto dai granata che centrano l'immediato ritorno in A).
Prima e dopo del periodo a Torino ha militato esclusivamente in formazioni della sua regione, la Toscana: il Piombino, di cui ha vestito la maglia per tre campionati di Serie B dal 1951 al 1954 (gli ultimi finora disputati dai nerazzurri), il Livorno, con cui ha trascorso tre anni in Serie C ed il Grosseto, dove sempre in Serie C ha chiuso la carriera.
Ha totalizzato complessivamente 36 incontri e 8 reti in Serie A e 47 presenze e 9 reti in Serie B.

## Palmarès

### Club

#### Competizioni nazionali
- Serie B: 1

Torino: 1959-1960